# Kajári Gyula
Kajári Gyula (Ősi, 1926. december 28. – Hódmezővásárhely, 1995. május 8.) grafikusművész.

## Fiatalkor, tanulmányok
1926 december 28-án született Ősin. Kilencévesen, 1935-ben a veszprémi Állami Gyermekmenhelyre került. 1941-től a Herendi Porcelángyárban lett vésnöktanonc. 1948-1949 között a Magyar Iparművészeti Főiskolán tanult, majd 1950-1955 között a Magyar Képzőművészeti Főiskolán. Mesterei Miháltz Pál, Ék Sándor és Konecsni György voltak.

## Pályafutás
1955-1959 között a Hódmezővásárhelyi Majolikagyár tervezője. 1971-1979 között Dunaújvárosban telepedett le. 1972-ben megrendezte a majolikagyár történeti kiállítását a Tornyai János Múzeumban, amelynek katalógusához megírta a gyár történetét. 1979-1995 között felváltva Sümegen és Hódmezővásárhelyen élt és dolgozott. 

## Emlékezete
1995. május 8-án hunyt el Hódmezővásárhelyen, de Balatonakaliban helyezték végső nyugalomra. Hagyatékának gondozására 1996-ban létrejött a Kajári Emlékalapítvány. Szülőhelye, Ősi 2009-ben (posztumusz) díszpolgárává választotta. Emlékét emléktáblák őrzik Ősiben (1996), Sümegen (1997), Mártélyon (1997) és Hódmezővásárhelyen (2001).
Kajári Gyula leveleit a „Baráti emlékezés a művészre” c. cikk közölte az Új Horizont 1996/VII/IX. számában.

## Díjak, ösztöndíjak
- 1959 • MEDOSZ-díj
- 1962, 1966, 1968, 1974 • a Szegedi Nyári Tárlat grafikai díja
- 1971 • a XIV. Alföldi Tárlat nívódíja, Békéscsaba
- 1975 • Munkácsy-díj
- 1976 • a Balatoni Nyári Tárlat grafikai díja, Keszthely
- 1979 • a Veszprém Megyei Tanács művészeti díja

## Művei (válogatás)
- Ősz
- Akt
- Akt vázlat
- Gólyapár (1960)
- Kalapos férfi (1960)
- Parasztasszony (1960)
- Tanya
- Tsz elnök „Danúviával” (1960)
- Szélmalom (festmény/akvarell)